# Ivana Večeřová
Ivana Večeřová (* 30. března 1979 Šumperk) je bývalá česká basketbalistka, která hrála na pozici pivota. S basketbalem začala v rodném Šumperku, následně hrála 2 roky v přerovském klubu. V roce 1997 přestoupila do Gambrinusu Brno, kde působila až do roku 2008. V tomto období získala s týmem 11 titulů mistryň České republiky a v roce 2006 vyhrála Euroligu žen. Roku 2008 přestoupila do španělské Valencie (klub Ros Casares Valencie), o rok později do tureckého Galatasaray Istanbul a v létě 2010 se vrátila do Česka, do týmu Valosun Brno. Kvůli dlouhodobým problémům s kolenem ukončila po sezóně 2010/2011 profesionální kariéru, přesto na konci září 2011 přestoupila do Frisca Brno, kde však pouze trénuje, nicméně návrat do ligy nevyloučila.
Česko reprezentovala již od juniorských let (mistrovství Evropy kadetů v roce 1995). V seniorské reprezentaci působila od roku 1999, zúčastnila se mistrovství Evropy v letech 1999, 2001, 2003 (stříbrná medaile), 2005 (zlatá medaile) a 2007, mistrovství světa v letech 2006 a 2010 (stříbrná medaile) a letních olympijských her v letech 2004 a 2008. Po domácím MS 2010 ukončila reprezentační kariéru.
Měří 194 cm a na MS 2010 nosila dres s číslem 5.